# مادیارهرتلند
مادیارهرتلند (به مجاری:  Magyarhertelend) یک شهرداری در مجارستان است که در ناحیه کوملو واقع شده‌است. مادیارهرتلند ۱۶٫۱۶ کیلومتر مربع مساحت و ۶۷۰ نفر جمعیت دارد.